# Holice (district de Dunajská Streda)
Pour les articles homonymes, voir Holice.
Holice est un village du district de Dunajská Streda, dans la région de Trnava, en Slovaquie.

## Histoire
La première mention écrite du village date de 1245.

## Démographie

### Évolution de la population
| Année:               | 1994. | 2004.   | 2014.   | 2024.    |
| -------------------- | ----- | ------- | ------- | -------- |
| Nombre de personnes: | 1813  | 1825    | 1945    | 2143     |
| Différence:          |       | +0,66 % | +6,57 % | +10,17 % |

| Année:               | 2023. | 2024.   |
| -------------------- | ----- | ------- |
| Nombre de personnes: | 2155  | 2143    |
| Différence:          |       | -0,55 % |